# Међународни фестивал гитаре „Гитарт фест Сарајево Ист”
Међународни Фестивал гитаре "ГитАрт Фест Сарајево Ист" је културна манифестација Републике Српске која за циљ има популаризацију музичког стваралаштва, са гитаром као главном окосницом фестивала. ГитАрт Фест Сарајево Ист, је фестивал међународног карактера који је у великој мјери допринио да Источно Сарајево понесе епитет културног центра источног дијела Републике Српске.

## Историјат
Међународни Фестивал гитаре "ГитАрт Фест Сарајево Ист" је први пут одражан 2016. године, као фестивал чији је основни циљ популаризација музичког стваралаштва гдје централо мјесто заузима гитара, као један од инструмената који је укључен у наставни процес Музичке академије Униврзитета у Источном Сарајеву. Ова музичка манифестација први пут је организована 2016. године у организацији Удружења грађана за промоцију и развој музичке умјетности "ГитАрт" из Источног Сарајева. Циљ фестивала је да окупи плејаду домаћих и страних умјетника, педагога и предавача као и велики број ђака и студената-полазника мајсторских радионица.
Такмичарима, стручни жири састављен од истакнутих гостију фестивала додијељује 2. и 3. награду "Лауреат ГитАрт Фест Сарајево Еаст", а публика има прилику да додијели награду "Глас публике ГитАрт Фест 2016". Фестивал је настао на иницијативу Војислава Ивановића, свјетски реномираног композитора и гитаристе, ванредног професора на одсјеку за гитару Музичке академије Универзитета у Источном Сарајеву.

## Мјесто одржавања
Међународни Фестивал гитаре "ГитАрт Фест Сарајево Ист" одржава се у просторијама Културног центра Источно Ново Сарајево, установе која је  постала центар културних дешавања града Источног Сарајева, а поред овог, организује и велики број других културних манифестација.